# Marinka Štern
Marinka Štern, slovenska gledališka in filmska igralka, * 19. maj 1947, Jezersko.
Marinka Štern je leta 1975 diplomirala na Akademiji za gledališče, radio, film in televizijo v Ljubljani in se zaposlila v Slovenskem mladinskem gledališču. Nastopila je v več celovečernih filmih slovenske produkcije. Leta 2006 je prejela Borštnikovo nagrado za igro, 2019 tudi Borštnikov prstan.

## Vloge v gledališču
- 2015 ; Nina Šorak, Urša Adamič, Marinka Štern, Iztok Drabik Jug KJE SEM OSTALA, r. Nina Šorak, Zunajinstitucionalni projekti
- 2014 ; Dario Varga ZAKULISJE PRVAKOV, r. Natalija Manojlović, Slovensko mladinsko gledališče
- 2013 ; Paula Vogel NAJSTAREJŠA OBRT, r. Peter Srpčič, Mestno gledališče Ptuj
- 2013 ; Pripovedovalka; Svetlana Makarovič ŠKRAT KUZMA DOBI NAGRADO, r. Matjaž Farič, Slovensko mladinsko gledališče
- 2013 ; Veronika, upokojenka; PORTRETI, r. Vito Taufer, Slovensko mladinsko gledališče
- 2012 ; Služkinja, dojilja; Luchino Visconti, Suso Cecchi D'Amico, Enrico Medioli NEDOLŽNI (L'INNOCENTE), r. Diego de Brea, Slovensko mladinsko gledališče
- 2012 ; "SVOBODA JE VEDNO SVOBODA DRUGAČE MISLEČIH.", r. Neda R. Bric, Slovensko mladinsko gledališče, Gledališče GLEJ
- 2012 ; St. Just, članica odbora za občo blaginjo; Georg Büchner DANTONOVA SMRT, r. Jernej Lorenci, Slovensko mladinsko gledališče, Mestno gledališče Ptuj
- 2011 ; Gospa Allen; Bernard-Marie Koltès NICKEL STUFF, r. Ivica Buljan, SNG Opera in balet Ljubljana, Slovensko mladinsko gledališče
- 2010 ; Prva gospa, Pogrebnik Sowerberry, Pekovka; Charles Dickens OLIVER TWIST, r. Matjaž Pograjc, Slovensko mladinsko gledališče
- 2010 ; pisma Kordeliji; William Shakespeare KRALJ LEAR, r. Matjaž Berger, Slovensko mladinsko gledališče, Anton Podbevšek Teater
- 2010 ; Mama; Peter Božič ŠUMI, r. Vinko Möderndorfer, Slovensko mladinsko gledališče
- 2009 ; Aljona Ivanovna, stara oderuhinja; Fjodor Mihajlovič Dostojevski, Diego Brea de ZLOČIN IN KAZEN, r. Diego Brea de, Slovensko mladinsko gledališče
- 2009 ; Nebojša Pop Tasić Nižina neba, r. Jernej Lorenci, Slovensko mladinsko gledališče
- 2008 ; Zdravnica na urgenci; Damjan Kozole Noč ali Klic v stiski, r. Damjan Kozole, Slovensko mladinsko gledališče
- 2008 ; Knez, Spletična, Sluga, Rabelj; Simona Semenič, Ivan Talijančić MALFI, Slovensko mladinsko gledališče
- 2007 ; Gospa profesorica telovadbe; Hervé Guibert MLADO MESO, r. Ivica Buljan, Slovensko mladinsko gledališče
- 2007 ; Tina; Mark Ravenhill KOK TI MEN ZDEJ DOL VISIŠ, r. Vito Taufer, Slovensko mladinsko gledališče
- 2007 ; Mlinarica Jedrt; Svetlana Makarovič PEKARNA MIŠMAŠ, r. Robert Waltl, Slovensko mladinsko gledališče
- 2007 ; LA LA LA..., r. Matej Filipčič, Zunajinstitucionalni projekti
- 2006 ; Fabio O. Rubiana KITOV TREBUH (EL VIENTRE DE LA BALLENA), r. Matjaž Pograjc, Slovensko mladinsko gledališče
- 2006 ; Insa Breydenbach; Botho Strauss ENA IN DRUGA, r. Ivica Buljan, Slovensko mladinsko gledališče
- 2005 ; Marta; Tena Štivičić FRAGILE!, r. Matjaž Pograjc, Slovensko mladinsko gledališče
- 2004 ; Prišepetovalec; Peter Handke KASPAR, r. Jaka Ivanc, Slovensko mladinsko gledališče
- 2004 ; Witold Gombrowicz POROKA, r. Jernej Lorenci, Slovensko mladinsko gledališče
- 2003 ; "NIČ IGRANJA, PROSIM!", r. Tomi Janežič, Slovensko mladinsko gledališče
- 2002 ; Lili Jurjevna Brik; SUPREMAT. OBRED POSLAVLJANJA, r. Dragan Živadinov, Slovensko mladinsko gledališče
- 2002 ; Salvatore; Umberto Eco IME ROŽE , r. Matjaž Berger, Slovensko mladinsko gledališče
- 2002 ; RECITAL PREŠERNOVE POEZIJE, Zunajinstitucionalni projekti
- 2001 ; Strofe; Sarah Kane FEDRINA LJUBEZEN, 4.48 PSIHOZA, r. Eduard Miler, Slovensko mladinsko gledališče
- 2001 ; Služkinja, Anfisa; Anton Pavlovič Čehov TRI SESTRE, r. Tomi Janežič, Slovensko mladinsko gledališče
- 2001 ; Služkinja; Anton Pavlovič Čehov TRI SESTRE, r. Tomi Janežič, Slovensko mladinsko gledališče
- 2001 ; Ofelija; Andrej Rozman, William Shakespeare HAMLET, r. Dario Varga, Slovensko mladinsko gledališče

1991-2000
- 1999 ; 2; Interieri PROJEKT 3, Zunajinstitucionalni projekti
- 1999 ; Irina N.Arkadina; Anton Pavlovič Čehov UTVA, r. Tomi Janežič, Slovensko mladinsko gledališče
- 1999 ; I TEMPI PASSATI, r. Vlado Repnik, Slovensko mladinsko gledališče
- 1998 ; Darryjeva žena; Sean O'Casey KATASTROFE, r. Eduard Miler, Zunajinstitucionalni projekti
- 1998 ; Angel obupa; Heiner Müller NALOGA, r. Eduard Miler, Slovensko mladinsko gledališče
- 1998 ; Vodja zbora; Sofokles KRALJ OJDIPUS, r. Tomi Janežič, Slovensko mladinsko gledališče
- 1997 ; Cilka; Damir Zlatar Frey TIRZA, r. Matjaž Pograjc, Slovensko mladinsko gledališče
- 1996 ; Dvorna dama, Nuna; Bertolt Brecht GALILEO GALILEI, r. Matjaž Berger, Slovensko mladinsko gledališče
- 1996 ; Popotnik; MESTO, KJER NISEM BIL, r. Matjaž Pograjc, Slovensko mladinsko gledališče
- 1995 ; Guvernanta; Georg Büchner LEONCE IN LENA, r. Eduard Miler, Slovensko mladinsko gledališče
- 1995 ; Emil Hrvatin CELICA, r. Emil Hrvatin, Slovensko mladinsko gledališče
- 1995 ; Kozmokinetični kabinet Noordung. NASELJENA SKULPTURA ENA PROTI ENA, Zunajinstitucionalni projekti
- 1994 ; Kozmist; Dragan Živadinov KOZMISTIČNA AKCIJA - KUPOLA. 1 : 10.000.000. VERTIKALNI TUNEL, r. Dragan Živadinov, Slovensko mladinsko gledališče
- 1994 ; Katerina Marčelja ARTERIJA, r. Katerina Marčelja, Slovensko mladinsko gledališče
- 1993 ; Susn 4; Herbert Achternbusch SUSN, r. Eduard Miler, Slovensko mladinsko gledališče
- 1992 ; Olga; Anton Pavlovič Čehov TRI SESTRE, r. Branko Brezovec, Slovensko mladinsko gledališče
- 1991 ; Ženska II.; Ivan Cankar POHUJŠANJE PO CANKARJU, r. Martin Kušej, Slovensko mladinsko gledališče
- 1991 ; Matjaž Farič VETER, PESEK, ZVEZDE, Slovensko mladinsko gledališče

1981-1990
- 1990 ; Baba Katra; Ivo Svetina, Fran Milčinski BUTALCI, r. Zdravko Zupančič, Slovensko mladinsko gledališče
- 1990 ; Penelopa; Veno Taufer ODISEJ IN SIN ALI SVET IN DOM, r. Vito Taufer, Slovensko mladinsko gledališče
- 1989 ; Euripides BAKHANTKE, r. Rahim Burhan, Slovensko mladinsko gledališče
- 1989 ; Morgjana; Ivo Svetina ŠEHEREZADA, r. Tomaž Pandur, Slovensko mladinsko gledališče
- 1988 ; Šivilja; Emil Filipčič ATLANTIDA, r. Vito Taufer, Slovensko mladinsko gledališče
- 1988 ; Ženska; Jean Genet BALKON, r. Janez Pipan, Slovensko mladinsko gledališče
- 1987 ; Osliček Sivček; Alan Alexander Milne MEDVED PU, r. Janez Pipan, Slovensko mladinsko gledališče
- 1987 ; Stanko Majcen APOKALIPSA, r. Matjaž Zupančič, Gledališče GLEJ
- 1987 ; Pia; Ugo Betti Zločin na Kozjem otoku, r. Paolo Magelli, Slovensko mladinsko gledališče Ljubljana
- 1986 ; Nastasja; Fjodor Mihajlovič Dostojevski – Dušan Jovanović Blodnje, r. Janez Pipan, Slovensko mladinsko gledališče Ljubljana
- 1986 ; Mama, Sestra, Kmetica; Lojze Kovačič Resničnost, r. Ljubiša Ristić, Slovensko mladinsko gledališče Ljubljana
- 1986 ; Nastasja; Dušan Jovanović BLODNJE, r. Dušan Jovanović, Slovensko mladinsko gledališče
- 1985 ; Muren modrec, ki ni samo zdravnik, Gospa Klopotec, Zajec s črno krsto; Carlo Collodi – Ivo Svetina Ostržek, r. Janez Pipan, Slovensko mladinsko gledališče Ljubljana
- 1985 ; Ženski zbor; Vitomil Zupan – Nada Kokotović in Ljubiša Ristić Levitan, r. Nada Kokotović in Ljubiša Ristić, Slovensko mladinsko gledališče Ljubljana
- 1985 ; Danica; Ivo Svetina Lepotica in zver, r. Dušan Jovanović, Slovensko mladinsko gledališče Ljubljana
- 1984 ; Majda; Emil Filipčič Bolna nevesta, r. Janez Pipan, Slovensko mladinsko gledališče Ljubljana
- 1984 ; Zbor; Edvard Kocbek – Janez Pipan Strah in pogum, r. Janez Pipan, Slovensko mladinsko gledališče Ljubljana
- 1984 ; Daša, kriminalka; Rudi Šeligo ANA, r. Dušan Jovanović, Slovensko mladinsko gledališče
- 1983 ; Nena Potočnik; Vito Taufer JAZ NISEM JAZ II, r. Vito Taufer, Slovensko mladinsko gledališče
- 1983 ; Krizolenija, jelen, mačka, opica, ptica, Jajce; Vito Taufer JAZ NISEM JAZ I, r. Vito Taufer, Slovensko mladinsko gledališče
- 1983 ; Nena Potočnik; Vito Taufer – Dušan Jovanović Jaz nisem jaz II, režija Vito Taufer, Slovensko mladinsko gledališče
- 1983 ; Krizolenija, Jelen, Mačka, Opica, Ptica, Jajce; Vito Taufer Jaz nisem jaz I, r. Vito Taufer, Slovensko mladinsko gledališče Ljubljana
- 1983 ; Capuletova, Ana Aleš; William Shakespeare Romeo in Julija – Komentarji, r. Ljubiša Ristić, Slovensko mladinsko gledališče Ljubljana
- 1982 ; Članica GRS; Dušan Jovanović Hladna vojna babice Mraz, r. Vinko Möderndorfer, Slovensko mladinsko gledališče Ljubljana
- 1982 ; Štorklja, po drugi strani Tedy Brown, agent CIA, sicer pa muslimanka po srcu; Emil Filipčič Ujetniki svobode, r. Janez Pipan, Slovensko mladinsko gledališče Ljubljana
- 1982 ; Ribič; Joaquín Gutiérrez in Horst Hawemann Kokori, r. Vinko Möderndorfer, Slovensko mladinsko gledališče Ljubljana
- 1982 ; Vrtnica, 2. steklenička; Svetlana Makarovič Smrad opera, r. Dušan Jovanović, Slovensko mladinsko gledališče Ljubljana
- 1981 ; Zdravko Duša JASLICE, r. Vinko Möderndorfer, Gledališče GLEJ

1971-1980
- 1980 ; Danilo Kiš/Ljubiša Ristić Missa in a minor, r. Ljubiša Ristić, Slovensko mladinsko gledališče Ljubljana
- 1980 ; Zbor; Ajshil Peržani, r. Ljubiša Ristić, Slovensko mladinsko gledališče Ljubljana
- 1980 ; Šuhulog; Ursula Birnbaum in Peter Hacks Šuhu in leteča princesa, r. Mira Erceg, Slovensko mladinsko gledališče Ljubljana
- 1980 ; Ivo Prijatelj LISICE, r. Milan Stepanović, Gledališče GLEJ
- 1979 ; Raymond Queneau CICA V METROJU, r. Jurij Souček, Slovensko mladinsko gledališče, Gledališče GLEJ
- 1979 ; Niko Grafenauer Nebotičniki, sedite!, r. Janez Pipan, Slovensko mladinsko gledališče Ljubljana
- 1979 ; Jerica; Fran Levstik Martin Krpan, r. Dušan Jovanović, Slovensko mladinsko gledališče Ljubljana
- 1978 ; Budilka; Svetlana Makarovič Sen zelenjavne noči, r. Dušan Jovanović, Slovensko mladinsko gledališče Ljubljana
- 1978 ; Dane Zajc Abecedarija, r. Helena Zajc, Slovensko mladinsko gledališče Ljubljana
- 1976 ; Mati; Jan Truss Tika taka srabaraka, r. Boštjan Vrhovec, Slovensko mladinsko gledališče Ljubljana
- 1976 ; Zdravnik; Harris Aurand Pavliha in Mica, r. Zvone Šedlbauer, Slovensko mladinsko gledališče Ljubljana
- 1976 ; Jevgenij Švarc Zmaj, r. Mile Korun, Slovensko mladinsko gledališče Ljubljana
- 1975 ; Jeniffer; David Malcolm Storey KMETIJA, r. Marjan Bevk, Mestno gledališče ljubljansko, Akademija za gledališče, radio, film in televizijo

## Filmografija
- Lahko noč, gospodična (2011, celovečerni igrani film)
- Mokuš (2006, celovečerni igrani film)
- Predmestje (2005, celovečerni igrani film)
- Quick View - Toplo-hladno (2005) diplomski igrani film
- Sladke sanje (2001, celovečerni igrani film)
- Christophoros (1985, celovečerni igrani film)
- Trije prispevki k slovenski blaznosti (1983, celovečerni igrani film)
- Pustota (1982, celovečerni igrani film)
- Idealist (1976, celovečerni igrani film)
- Vdovstvo Karoline Žašler (1976, celovečerni igrani film)

## Nagrade
- 2019 Borštnikov prstan
- 2011 odličje Marije Vere, nagrada ZDUS za življenjsko delo
- 2006 Borštnikova nagrada za igro, za vlogo Inse Breydenbach ( Strauss Ena in druga, Slovensko mladinsko gledališče Ljubljana)
- 1993 Borštnikova nagrada za posebne dosežke kvartetu štirih Susn, Nataši Barbari Gračner, Olgi Grad, Olgi Kacjan in Marinki Štern (Susn, SMG)
- 1988 zlati lovorjev venec, MESS, za vlogo Pie (Betti Zločin na Kozjem otoku, SMG)
- 1985 nagrada Združenja dramskih umetnikov Slovenije Marinki Štern za vlogi Požigalke Daše (Šeligo, Ana, SMG) in Majde (Filipčič, Bolna nevesta, SMG)
- 1983 Severjeva nagrada za vlogo Štorklje (Filipčič Ujetniki svobode, SMG)
- 1981 Borštnikova diploma za vlogo v predstavi Jaslice (EG Glej)